# Burgstall (Burgsalach)
Der Burgstall in Burgsalach, einer Gemeinde im mittelfränkischen Landkreis Weißenburg-Gunzenhausen, ist ein geschütztes Bodendenkmal (Aktennummer D-5-6932-0371). Der Burgstall befindet sich unter dem 1747 erbauten Pfarrhaus im heutigen Ortskern Burgsalachs.
Es wurden Reste eines vierseitigen Wassergrabens um das Pfarrhaus festgestellt, dessen Ursprung über einem mittelalterlichen Adelssitz noch kenntlich ist. 